# William Beinart
William Beinart (* 19. Januar 1951 in Kapstadt) ist ein südafrikanischer Historiker und Afrikawissenschaftler. Von 1997 bis 2015 hatte er an der University of Oxford die Rhodes-Professur für Race Relations inne. Zu seinen Schwerpunkten zählen Südafrika und Umweltgeschichte.
Beinart studierte in Kapstadt und an der University of London, wo er einen Masterabschluss machte und 1979 promoviert wurde. Er lehrte von 1983 bis 1997 an der Universität Bristol. Von 1992 bis 1998 war er Vorsitzender des Herausgeberbeirats der Fachzeitschrift Journal of Southern African Studies. 1997 wurde Beinart auf die Rhodes Professorship of Race Relations an der Universität Oxford berufen, wo er dem St Antony’s College angehörte. Er war 2002–2006 und 2014–2015 Direktor des Zentrums für Afrikastudien der Universität, von 2009 bis 2013 leitete er das Graduiertenprogramm des Zentrums. Von 2006 bis 2008 war er Ko-Vorsitzender der School of Interdisciplinary Area Studies (SIAS) der Universität Oxford.
Beinart war 2008–2010 Präsident der African Studies Association of the UK. 2009 wurde er zum Mitglied (Fellow) der British Academy gewählt.

## Schriften (Auswahl)
- Twentieth-Century South Africa. Oxford University Press, Oxford/New York 2001.
- The Rise of Conservation in South Africa. Settlers, Livestock, and the Environment 1770–1950. Oxford University Press, Oxford 2003, ISBN 0-19-926151-2.
- mit Luvuyo Wotshela: Prickly Pear. The Social History of a Plant in the Eastern Cape. Wits University Press, Johannesburg 2012, ISBN 978-1-86814-530-0.
- mit Karen Brown: African Local Knowledge and Livestock Health. Diseases and treatments in South Africa. Currey, Suffolk u. a. 2013.
- als Herausgeber mit Karen Middleton und Simon Pooley: Wild Things. Nature and the social imagination. White Horse Press, Cambridge 2013.
- mit Saul Dubow: The scientific imagination in South Africa, 1700 to the present. Cambridge University Press, Cambridge 2021.